# 寧進
梁志昌（Coson Leung Chi Cheong，1981年8月23日—），曾用藝名寧進，前香港無綫電視演員，畢業於九龍三育中學。他現爲中原地產西半山區域經理。在2001年第15期無綫電視藝員訓練班畢業後加入無綫電視，同屆畢業的藝人還有何俊軒、章志文、廖碧兒等人。

## 解約事件
梁志昌懷疑涉及貪污在2010年3月11日被香港廉政公署拘捕，其餘三人包括電視廣播有限公司總經理陳志雲，節目監製錢國偉和市場及營業部業務拓展主管陳永孫。事件過後，被無綫電視解除合約。

## 演出作品

### 電視劇（無綫電視）

#### 2002年
- 皆大歡喜 飾 公子（第85集）、客人（第86集）、街坊（第89集）、客棧小二（第94集）、山賊（第99集）、手下（第105集）、靚仔（第113集）、誠實村村民（第121集）、賓客（第145集）、野人（第151集）、學生（第165集）、葯童（第176、182、210、227集）、小販（第192、293集）、衙差（第218集）、地產經紀（第233集）、債主（第237集）、路人（第264、288集）、刺客（第270集）、男子（第280集）、檔主（第291集）、全真七章子（第315集）
- 騎呢大狀 飾 容家下人
- 戇夫成龍 飾 綁匪（第19集）
- 談判專家 飾 蕭國華

#### 2003年
- 九五至尊 飾 岑日信
- 十萬噸情緣 飾 Billy
- 金牌冰人 飾 阿廣
- 洗冤錄II 飾 伙記（第3集）
- 皆大歡喜 飾 巡捕（第33集）、何基基（第52集）、副導演（第59集）、孝子（第99集）、青年（第113集）、送貨工人（第121集）、茶客（第134集）、送水工人（第154集）、酒客（第155集）、泳客（第165集）
- 美麗在望 飾 波牛
- 衛斯理 飾 投社員
- 律政新人王 飾 車房工人
- 衝上雲霄 飾 乘客（第1-2、6、14、23-24、27、29-35、37-40集）、保安（第9集）
- 西關大少 飾 陳律師（第4集）、侍應生（第13-14、16集）

#### 2004年
- 皆大歡喜 飾 送貨仔（第180集）、速遞員（第203集）、拉麵店客人（第211集）、男（第263、304集）、維修工人（第275集）、荷官（第324集）、記者（第329、349集）、Simon（第336集）、賓客（第359集）、侍應（第366集）、管理員（第375集）、情侶（第400集）、助導（第414集）、病友兒子（第425集）
- 隔世追兇 飾 記者、店員
- 怪俠一枝梅 飾 侍衛
- 棟篤神探 飾 車行送貨員
- 無名天使3D 飾 社署職員
- 楚漢驕雄 飾 龍
- 青出於藍 飾 石小豹
- 水滸無間道 飾 古惑仔

#### 2005年
- 我師傅係黃飛鴻 飾 民團
- 甜孫爺爺 飾 Eric
- 心花放 飾 討債主
- 奇幻潮 飾 同學
- 御用閒人 飾 阿水（吳縣衙差）
- 學警雄心 飾 石仔
- 情迷黑森林 飾 Gateux泰國代表
- 開心賓館 飾 基金公司職員
- 我的野蠻奶奶 飾 太監
- 妙手仁心III 飾 細癲（Roy）
- Yummy Yummy 飾 明
- 胭脂水粉 飾 小偷
- 阿旺新傳 飾 記者
- 隨時候命 飾 陳樂生（考生）
- 識法代言人 飾 藥房男子

#### 2006年
- 天幕下的戀人 飾 跆拳道師弟
- 鐵血保鏢 飾 山賊
- 潮爆大狀 飾 陳文虎手下
- 女人唔易做 飾 面試男模
- 飛短留長父子兵 飾 Dick
- 法證先鋒 飾 車廠員工
- 刑事情報科 飾 古惑仔
- 鳳凰四重奏 飾 軍警、電視台工作人員、Fire Bar職員
- 匯通天下 飾 張如（鼎豐盛效習）
- 肥田囍事 飾 記者
- 賭場風雲 飾 伙計

#### 2007年
- 亂世佳人 飾 小偷
- 十兄弟 飾 劫匪
- 鐵咀銀牙 飾 法雲
- 同事三分親 飾 爛仔（第65集）
- 天機算 飾 難民
- 師奶兵團 飾 飛仔
- 學警出更 飾 田雞
- 突圍行動 飾 阿平
- 通天幹探 飾 少林弟子／標哥手下
- 迎妻接福 飾 衙差
- 強劍 飾 尋歡客
- 律政新人王II 飾 法庭書記

#### 2008年
- 野蠻奶奶大戰戈師奶 飾 男朋友
- 最美麗的第七天 飾 小混混
- 和味濃情 飾 節目司儀
- 古靈精探 飾 英哥手下、Bobby
- 當狗愛上貓 飾 司機
- 法證先鋒II 飾 糖水鋪伙記
- 銀樓金粉 飾 禮
- 與敵同行 飾 保  安
- 尖子攻略 飾 學　生
- 搜神傳 飾 水　鬼
- 少年四大名捕 飾 衙　差
- 畢打自己人 飾 債　主（第3集）、飛鷹哥（第57集）、設計師（第115集）（2008-2010年）

#### 2009年
- 學警狙擊 飾 倫手下
- 絕代商驕 飾 喼神 (第13集)
- 古靈精探B 飾 FM
- 王老虎搶親 飾 張胡
- 老婆大人II 飾 技術員 (第10集)
- 美麗高解像 飾 PA

#### 2010年
- 情人眼裏高一D 飾 攝影師助手
- 老公萬歲 飾 鐵騎士
- 秋香怒點唐伯虎 飾 奇
- 鐵馬尋橋 飾 記者
- 飛女正傳 飾 富豪公子
- 女王辦公室 飾 酒保
- 掌上明珠 飾 侍應
- 蒲松齡 飾 常滿
- 情越雙白線 飾 羅錦松
- 施公奇案II 飾 衙差
- 女人最痛 飾 丁生助手
- 公主嫁到 飾 嫖客
- 讀心神探 飾 CID
- 誘情轉駁 飾 鄧員工（第2-3集）
- 刑警 飾 CID

#### 2011年
- 仁心解碼 飾 霍醫生
- Only You 只有您 飾 張生
- 天與地 飾 Band友（第30集）

### 電視節目（無線電視）
- 2008年：鐵甲無敵獎門人 獎品先生
- 2009年：志雲飯局 助手

### 電視電影（無線電視）
- 2003年：妒火線 飾 楊經天手下
- 2004年：冥約 飾 搜救人員
- 2009年：南華夢飛翔 飾 Dick

### 電影
- 2008年：保持通話 飾 警察

## 參與音樂MV
- 薛凱琪：886
- 鄧健泓：大男孩
- 周國賢：不敵

## 廣告
- LG 3G手機
- 盈康活TVB

## 外部連結
- 寧進的新浪微博